# Ladislav Šponták
Ladislav Šponták (* 26. dubna 1966) je český výtvarný umělec.

## Život
Narodil se na Podkarpatské Rusi, oba dědové byli malíři. Ve 4 letech se s rodiči přistěhoval do Kadaně. Pracoval jako automechanik, obráběč kovů, zámečník, pracovník stanice na CO2. V současné době[kdy?] maluje, dále pracuje s kovem a různými materiály, dělá plastiky, koláže, umělecké objekty a fotografuje.